# Patrizia Nanz

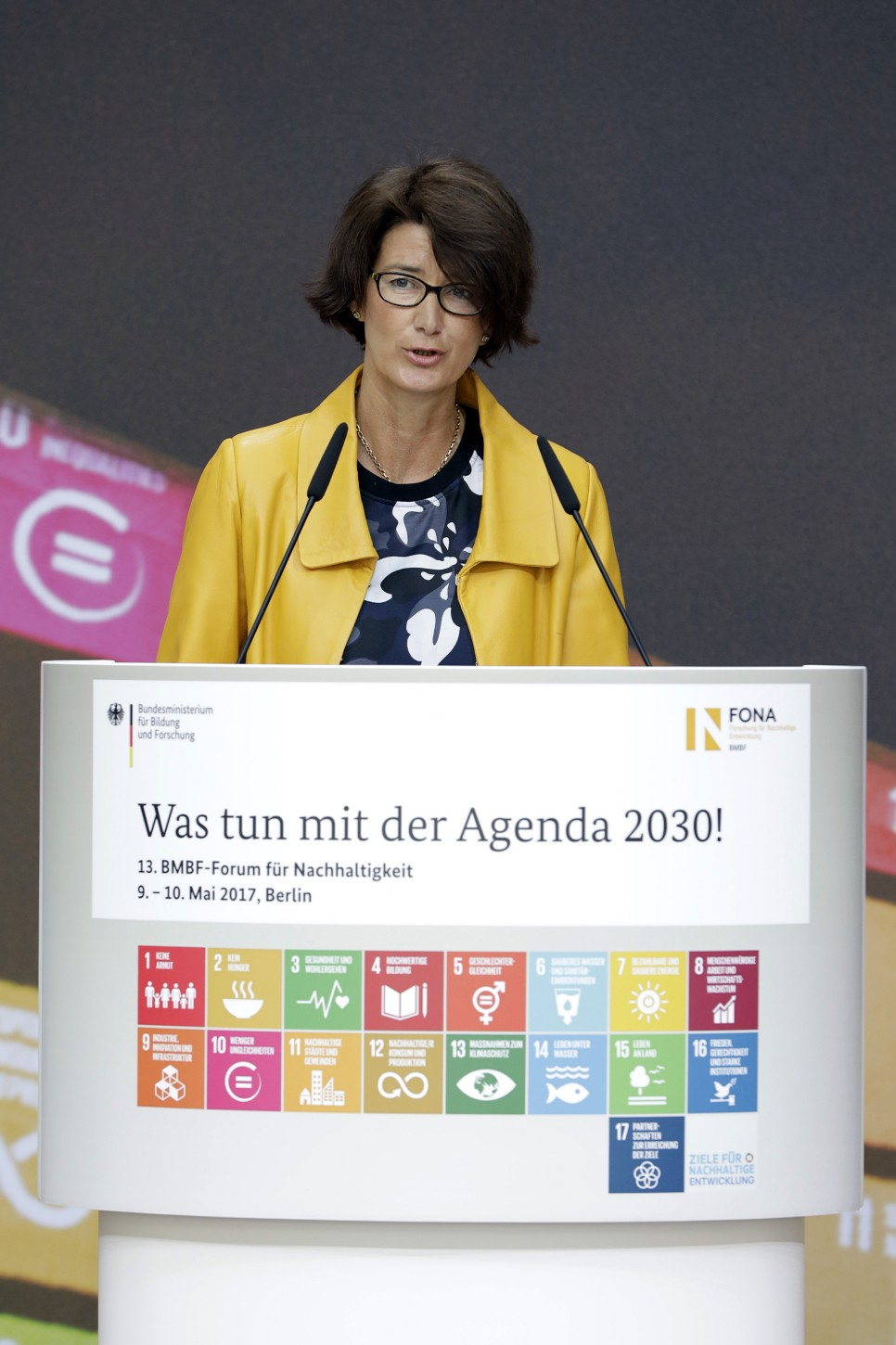
Patrizia Nanz, Co-Vorsitzende der SDG-Wissenschaftsplattform. 13. BMBF-Forum für Nachhaltigkeit.

Patrizia Nanz (* 9. Juli 1965 in Stuttgart) ist eine deutsche Politikwissenschaftlerin und Expertin für Demokratie, beteiligende Verwaltung und Nachhaltigkeit. Seit März 2024 ist sie Präsidentin des Europäischen Hochschulinstituts (EUI). Sie ist Mitgründerin der Wiki-Plattform Participedia.

## Leben
Patrizia Nanz wuchs zweisprachig (deutsch-italienisch) in München auf. Von 1984 bis 1990 studierte sie – unterstützt durch die Bayerische Hochbegabtenförderung – Philosophie an der Jesuitenhochschule S.J. sowie Philosophie, Geschichte und Literaturwissenschaft in München, Mailand und Frankfurt am Main. Gleichzeitig absolvierte sie eine journalistische Ausbildung am Institut zur Förderung publizistischen Nachwuchses und hospitierte bei verschiedenen Tageszeitungen (u. a. im Feuilleton der Frankfurter Allgemeinen Zeitung). Sie beendete das Studium mit einer sprachphilosophischen Arbeit bei Jürgen Habermas.
Von 1991 an arbeitete sie viele Jahre als Wissenschafts- und Sachbuchlektorin beim S. Fischer Verlag und bei Giangiacomo Feltrinelli Editore in Mailand. Nach einem Forschungssemester bei Charles Taylor an der McGill-Universität in Montreal nahm sie 1997 ein politikwissenschaftliches Promotionsstudium am Europäischen Hochschulinstitut in Florenz auf. Patrizia Nanz promovierte mit einer Arbeit über Europäische Öffentlichkeit mit dem Titel Europolis. Constitutional patriotism beyond the nation-state (Jury: Philippe C. Schmitter, Jürgen Habermas, Charles Sabel, Peter Wagner). Nach Stationen als wissenschaftliche Mitarbeiterin am Max-Planck-Institut zur Erforschung von Gemeinschaftsgütern in Bonn und als Marie-Curie-Post-doc-Fellow zum Thema Democracy, Deliberation and Learning at the Transnational Level: Risk Regulation in the European Union and the World Trade Organisation am Centre for the Study of Democracy an der Westminster University in London wurde sie 2002 zur Professorin an der Universität Bremen berufen (Schwerpunkt Politische Theorie) und erhielt in dieser Rolle 2005 die Vollprofessur. 2003 war sie Gastwissenschaftlerin am MIT (Cambridge, Mass.), 2002 Fellow am Hanse-Wissenschaftskolleg in Delmenhorst und 2005/2006 Fellow am Wissenschaftskolleg zu Berlin. Von 2013 bis 2016 war sie Leiterin des Forschungsbereichs PartizipationsKultur am Kulturwissenschaftlichen Institut Essen (KWI). Währenddessen war sie Gründerin des European Institute for Public Participation (EIPP).
Im April 2016 wurde Nanz wissenschaftliche Direktorin am Institute for Advanced Sustainability Studies (IASS) und Professorin für transformative Nachhaltigkeitswissenschaft an der Universität Potsdam, Positionen, die sie bis Januar 2021 hielt. Parallel war sie von 2017 bis 2021 außerdem Ko-Vorsitzende der Wissenschaftsplattform Nachhaltigkeit 2030, deren Geschäftsstelle am IASS angesiedelt war. Im Januar 2019 wurde sie vom Bundesministerium für Bildung und Forschung (BMBF) zum Mitglied im Hightech-Forum berufen, welches die Bundesregierung zur Hightech-Strategie 2025 berät. Des Weiteren war sie Gründungsdirektorin des Deutsch-Französischen Zukunftswerks, das durch den am 22. Januar 2020 in Kraft getretenen Vertrag von Aachen etabliert worden ist.
Ab dem 1. Februar 2021 war Nanz Vizepräsidentin des Bundesamtes für die Sicherheit der nuklearen Entsorgung (BASE). Dort leitete sie zudem das von ihr ins Leben gerufene Laboratorium Beteiligende Verwaltung. Die Innovationseinheit berät und unterstützt bei ressortübergreifenden Kollaborationsprozessen, komplexen Beteiligungsverfahren und fördert abteilungsübergreifende, interdisziplinäre und agile Arbeitsweisen innerhalb der öffentlichen Verwaltung. Zum 15. März 2024 wurde sie zur Präsidentin des Europäischen Hochschulinstituts (EUI) ernannt.
Sie ist verheiratet und hat zwei Kinder.

## Forschungstätigkeit und Wirken
Nanz' thematische Schwerpunkte sind das politische Projekt Europa, die gesellschaftliche Rolle und Verantwortung von Wissenschaft, die Weiterentwicklung der Demokratie, die Erneuerung des Staates und der Verwaltung sowie Bürgerbeteiligung, insbesondere bei Themen wie Klimawandel, Biotechnologie, Energiewende und Endlagersuche.
Sie leitete von 2002 bis 2010 das Forschungsprojekt „Partizipation und Legitimation in internationalen Organisationen“ im Rahmen des DFG-Sonderforschungsbereichs „Staatlichkeit im Wandel“ an der Universität Bremen (ab 2006 zusammen mit Jens Steffek). Von 2005 bis 2009 verantwortete sie den deutschen Teil des Forschungsprojekts „Giving New Subjects a Voice: Migrants, Organisations and Integration into the Health Care System“, finanziert von der Volkswagenstiftung. Von 2007 bis 2010 leitete sie das Forschungsprojekt „Fundamental Rights in the European Union“ im Rahmen des europäischen Forschungsnetzwerks „Resources, Rights and Capabilities: In Search of Social Foundations for Europe (CAPRIGHT)“, welches von der Europäischen Union finanziert wurde.
2009 gründete Patrizia Nanz, unter anderem mit Archon Fung und Mark Warren, die Wiki-Plattform Participedia, eine Datenbank für demokratische Innovationen weltweit. Sie ist seither Mitglied des Lenkungsausschusses. Von 2011 bis 2013 war sie Teil des vom Social Science and Humanities Research Council of Canada geförderten Projekts „Participedia: Strengthening an emerging global partnership“. Seit 2013 leitet sie zusammen mit Klaus Töpfer (IASS Potsdam) und Claus Leggewie (KWI) das vom Bundesministerium für Bildung und Forschung (BMBF) geförderte Projekt Demoenergie. Dabei geht es u. a. um dialogorientierte Bürgerbeteiligungsverfahren.
Am IASS leitete sie die Forschungsprojekte „Futurisierung von Politik“, „Narrative und Bilder der Nachhaltigkeit“, „Umsetzung des Pariser Abkommens“, „Governance der Ozeane“, „Ko-Kreation und zeitgemäße Politikberatung“ sowie das Projekt „Sozialer Strukturwandel und responsive Politikberatung in der Lausitz“.
Sie berät Kommunen, Unternehmen, Behörden und Regierungen in verschiedensten europäischen Ländern. Gemeinsam mit der Journalistin Marie von Mallinckrodt hat sie das Projekt „Losland – Zukunft vor Ort gestalten“ initiiert. Seit 2021 begleiten Mehr Demokratie e.V. und das IASS, gefördert von der Bundeszentrale für politische Bildung, zehn Bürgermeister (Gemeinderäte und Verwaltungen) aus Deutschland bei Beteiligungsprozessen.
Patrizia Nanz war Mitglied des Kuratoriums der Umwelt-Akademie München und des Fachbeirats Bildung und Diskurse des Goethe Instituts. Außerdem war sie Mitglied des Kuratoriums Europäisches Forum Alpbach sowie Mitglied des „Scientific Committee“ des World Forum for Democracy (Europarat). Des Weiteren war sie kurzzeitig Mitglied im Gründungsbeirat des Mobilitätszentrums des Bundes. Seit 2020 ist sie Mitglied des Kuratoriums des Fraunhofer-Instituts für System- und Innovationsforschung (ISI).

### Deutsch-Französisches Zukunftswerk
Um die deutsch-französische Zusammenarbeit zu stärken und das gegenseitige Verständnis zwischen beiden Ländern zu fördern, unterzeichneten im Januar 2019 der französische Präsident Emmanuel Macron und die deutsche Bundeskanzlerin Angela Merkel den Aachener Vertrag. In Artikel 22 beschlossen sie auch die Gründung des Deutsch-Französischen Zukunftswerks. Aufgabe des Zukunftswerks ist es, Transformationsprozesse in beiden Gesellschaften voranzutreiben. Das Zukunftswerk begleitet und untersucht Initiativen in deutschen und französischen Kommunen, die einen umfassen Wandel verfolgen. In transnationalen Dialogen lernen kommunale Politik und Verwaltung voneinander, wie sie gemeinsam mit den Bürgern, den Unternehmen vor Ort und den Vereinen passgenaue Lösungen für Zukunftsfragen erarbeiten können. Durch Aktionsforschung identifiziert das Zukunftswerk Muster sowie Bedingungen für den Erfolg von gesellschaftlichen Transformationen. Schließlich formuliert es gemeinsam mit lokalen Akteuren und Vertretern von Zivilgesellschaft, Wissenschaft und Bundesverwaltung auf Bundesebene Politikempfehlungen für die deutsche und französische Regierung. Patrizia Nanz geht davon aus, dass es auf diese Weise Schritt für Schritt zu einer Beschleunigung des „European Way of Transformation“ kommt und auch der Green Deal nur erfolgreich sein könne, wenn es gelingt, innovative Veränderungen in den Regionen und Kommunen anzustoßen und von den Pionieren zu lernen, die mutig voranschreiten.

### Kohleausstieg in Deutschland
Im Rahmen einer Initiative des Bundesministeriums für Bildung und Forschung hat Patrizia Nanz ein Projekt zum Kohleausstieg in der Lausitz geleitet. Nanz und das IASS analysieren in ihrem Projekt „Sozialer Strukturwandel und responsive Politikberatung in der Lausitz“ die überregionalen Gelegenheiten für einen demokratisch gestalteten und sozial gerechten Strukturwandel in der Lausitz. Die interdisziplinäre Forschungsgruppe beschäftigt sich mit den Spannungsfeldern und Möglichkeiten eines demokratischen und nachhaltigen Strukturwandels unter der Berücksichtigung des historischen und politischen Hintergrunds sowie der Einbeziehung der Menschen in der Region. Die Erkenntnisse des Projekts stehen politischen und gesellschaftlichen Akteuren zur Verfügung und fließen in die Arbeit der „Zukunftswerkstatt Lausitz“ mit ein, die das IASS-Projekt begleitet.

### Wissenschaftsplattform Nachhaltigkeit 2030
Patrizia Nanz war bis 2021 Ko-Vorsitzende der Wissenschaftsplattform Nachhaltigkeit 2030. Die 2017 gegründete Wissenschaftsplattform leistet Beiträge zu den Umsetzungsprozessen der Deutschen Nachhaltigkeitsstrategie im Kontext der Agenda 2030 und deren 17 nachhaltigen Entwicklungszielen (SDGs). Ihr Ziele sind Bündelung bestehenden Wissens für politische Umsetzungsprozesse sowie eine Rückkopplung mit der Wissenschaft. Die Plattform arbeitet transdisziplinär und wissenschaftlich unabhängig und ist systematisch eingebunden in den Steuerungs-, Dialog- und Umsetzungsprozess der Deutschen Nachhaltigkeitsstrategie.

### Wissenschaft in bedrohten Zeiten
Patrizia Nanz beschäftigt sich mit den gegenwärtigen Krisen von Demokratie und Wissenschaft. Populistische Bewegungen schlagen Kapital aus jenen Legitimitätskrisen demokratischer Systeme, die die sozialwissenschaftliche Forschung schon länger beobachtet. Die Echokammern in den sozialen Medien treiben die Zersplitterung der politischen Öffentlichkeit und die Spaltung der Gesellschaft voran. Zugleich befindet sich auch die Wissenschaft in der Krise, von der die Rede über ‚Alternative Fakten‘ oder ‚Post-Truth‘ nur die Spitze des Eisbergs ist.
Vor diesem Hintergrund hat Nanz den transformativen Forschungsansatz des IASS mitentwickelt, der zum Ziel hat, Nachhaltigkeitstransformationen in demokratischen Prozessen zu unterstützen. Zudem forscht sie zu Transformationen des Wissenschaftssystems, insbesondere zu Formen der Generierung von gesellschaftlich relevantem und gemeinwohlorientiertem Wissen mit Akteuren der Politik, Wirtschaft und Zivilgesellschaft (z. B. Ko-Kreation). Dabei erprobt sie auch sogenannte thinking spaces, neue Formen der Koproduktion langfristiger Zukünfte zwischen Natur-, Geistes- und Sozialwissenschaften.

### Partizipation, beteiligende Verwaltung und Erneuerung des Staates
Patrizia Nanz vertritt, wie Claus Leggewie und weitere, den Ansatz einer Partizipation durch Beteiligung von wenigen, zufällig ausgewählten Bürgern (z. B. Bürgerrat), die Lösungsvorschläge zu Zukunftsfragen erarbeiten. Die Gremien sind konsultativ und erfordern eine Bestätigung eines demokratisch legitimierten Gemeinderats, Landtags oder des Bundestags und brauchen eine entsprechend offene bzw. beteiligende Verwaltung. In ihrem Buch „Die Konsultative. Mehr Demokratie durch Bürgerbeteiligung“ (2016) schlägt Nanz die Institutionalisierung von Zukunftsräten vor, um sich aus dem auf Aktualität ausgerichteten Politikmodus zu befreien und politische Verantwortung über Legislaturperioden hinaus zu verankern. Darüber hinaus skizziert sie, wie die Gesamtheit konsultativer Gremien (kommunal, national und europaweit) eine vierte Gewalt ausbilden und repräsentativ-parlamentarische Demokratie ergänzen könnten. Nanz schlägt als praxistaugliches Modell die Einrichtung einer Bundesbeteiligungswerkstatt als eine Art Stabsstelle auf Bundesebene vor, die Bürgerbeteiligung systematisch ins parlamentarisch-repräsentative System einbettet und einen Gesamtverfahrensablauf in die Verwaltungen der Exekutive sicherstellen soll.
2020 erschien das Buch „Reconstructing Democracy. How Citizens Are Builduing from the Ground Up“ (Harvard University Press; Deutsche Version: „Das wird unsere Stadt“, Edition Körber 2021), in dem Patrizia Nanz gemeinsam mit Charles Taylor und Madeleine Beaubien Taylor anhand von lokalen Beispielen beschreibt, wie Demokratie in Transformationsprozessen erneuert werden kann. Erfolgreiche innovative Experimente entstünden Bottom-Up, in einem Zusammenspiel der Ideen und Kompetenzen von Bevölkerung, Verwaltung und Politik.
Darüber hinaus vertritt Nanz die Meinung, dass eine Ergänzung der repräsentativen Demokratie durch Bürgerbeteiligung allein nicht ausreicht, um der Demokratiekrise zu begegnen. Wenn das Vertrauen in die Demokratie als Staatsform schwindet, gälte es zuallererst ihre Glaubwürdigkeit und Handlungsfähigkeit durch eine Politik, die sich langfristige Ziele setzt und dafür Verantwortung übernimmt und eine Verwaltung, die ihre Strukturen und Prozesse den komplexen Herausforderungen von heute anpasst, zu stärken. Wenn die offene Gesellschaft überleben will, müsse sie demokratische Grundrechte und -werte offensiv vertreten und sich um eine funktionierende breite Öffentlichkeit, einen Gemeinsinn und Zusammenhalt bemühen. Nanz fordert als eine (Teil-)Lösung zukünftige Verantwortungsträger in Europa so auszubilden, dass sie ethisch tragfähige und differenzierte Wissensformen integrierende Entscheidungen treffen können. Auch die Verwaltungsmitarbeitenden bräuchten eine praxisnahe Vermittlung von Kollaborations- und Innovationsfähigkeit.
Patrizia Nanz geht davon aus, dass die Innovationskraft der Gesellschaft die wichtigste Ressource für die Bewältigung von Zukunftsfragen ist. Daher schlägt sie vor, das Verhältnis von Politik und Verwaltung, Zivilgesellschaft, Wirtschaft und Wissenschaft auf neue Beine zu stellen. Zum einen durch eine größere vertikale Durchlässigkeit der politisch-administrativen Ebenen und einen entsprechenden Bottom-Up Föderalismus: Lernen von Pionieren und Leuchtturminitiativen für die politische Rahmensetzung auf Landes- und Bundesebene. Zum anderen durch eine frühe Einbindung nicht-staatlicher Akteure, jenseits der organisierten Interessenvertretungen, als integrierter Bestandteil staatlichen Handelns. Darüber hinaus gelte es für Querschnittsthemen wie z. B. Klimaschutz und Digitalisierung das Ressortprinzip durch horizontale Organisationsformen zu überwinden.

## Publikationen (Auswahl)
Monographien und Einzelpublikationen
- Reconstructing Democracy. How Citizens Are Building from the Ground Up, Harvard University Press, 2020 (mit Charles Taylor und Madeleine Beaubien Taylor). Deutsche Übersetzung: Das wird unsere Stadt. Bürger:innen erneuern die Demokratie. Übersetzung von Rita Seuß. Edition Körber, Hamburg 2022, ISBN 978-3-89684-292-3.
- Die Konsultative. Mehr Demokratie durch Bürgerbeteiligung, Klaus Wagenbach Verlag, 2016/2018 (mit Claus Leggewie), ISBN 978-3-8031-2749-5. Englische Übersetzung: No Representation Without Consultation. A Citizen's Guide to Participatory Democracy, transl. by Damian Harrison & Stephe Roche, Between The Lines, June 2019, ISBN 978-1-77113-407-1.
- Handbuch Bürgerbeteiligung. Akteure und Verfahren, Chancen und Grenzen, Bundeszentrale für politische Bildung 2012 (mit Miriam Fritsche). E-Book; Italienische Übersetzung: La partecipazione dei cittadini: un manuale. Metodi partecipativi: protagonisti, opportunita’ e limiti, Regione Emilia-Romagna 2014. E-Book.
- Europolis. Constitutional Patriotism beyond the Nation State, Manchester University Press, 2006; Italienische Übersetzung: Europolis. Un idea controcorrente di integrazione politica, Giangiacomo Feltrinelli Editore 2009.
- Wahrheit und Politik in der Mediengesellschaft: Anmerkungen zu Hannah Arendt, Verlag Klaus Wagenbach 2006/2013, ISBN 978-3-8031-4131-6.

Herausgeberschaft (Auswahl)
- Wissenschaft im Strukturwandel – Die paradoxe Praxis engagierter Transformationsforschung (Hrsg. Mit Jeremias Herberg und Johannes Staemmler), oekom verlag, 2021.[45]
- Is Europe listening to us? Sucesses and Failures of EU Citizen Consultations. (Hrsg. mit Raphael Kies), Ashgate Publishing 2013. Französische Übersetzung: Les nouvelles voix de l’Europe? Analyses des consultations citoyennes, Editions Larcier/De Boeck 2014. Mit einem Vorwort von Viviane Reding.
- Civil Society Participation in International Governance: A Cure for Its Democratic Deficit? Hrsg. mit Jens Steffek und Claudia Kissling, London, Palgrave Macmillan, 2008.
- Das wird unsere Stadt : Bürger*innen erneuern die Demokratie. Nanz, Patrizia ; Taylor, Charles ; Taylor, Madeleine Beaubien: Hamburg: Edition Körber, 2022, ISBN 978-3-89684-292-3.

Artikel (Auswahl)
- Alle Macht den Klimaräten? Demokratische Experimente für eine progressive Klimapolitik. (mit Kübler, L., Kirby, N. E.) Mittelweg 36: Zeitschrift des Hamburger Instituts für Sozialforschung 29.6 (2020): 101–122.
- Grenzüberschreitungen: Wie öffentlich soll Wissenschaft sein? In: E-Paper der Friedrich-Ebert-Stiftung. 2020 (mit A. Edel, L. Kübler, E. Lines, K. Patzwald, G. Speiser, D. Stasiak & M. Weißkopf)[46]
- The politics of making and un-making (sustainable) future. In: Sustainability science. 2018 (mit Henrike Knappe, Anne-Kathrine Holfelder, David Löw-Beer).
- Crisis and Participation in the European Union: Energy Policy as a Test Bed for a New Politics of Citizen Participation. In: Global Society. 31, 2017, p. 65–82 (mit J-H. Kamlage).
- Der transdisziplinäre Ansatz des Institute for Advanced Sustainability Studies (IASS): Konzept und Umsetzung. In: GAIA Ecological Perspectives for Science and Society. 26/3, 2017, p. 293–296 (mit O. Renn und M. G. Lawrence).
- Participation. In: J. K. Cogans, I. Hurd, I. Johnstone (Hrsg.): The Oxford Handbook of International Organizations. Oxford, Oxford University Press, p. 1126–1145 (mit K. Dingwerth).
- Neue Formen demokratischer Teilhabe. In: Transit. .Europäische Revue, vol. 44, 2013, S. 72–85 (mit Claus Leggewie). Englische Übersetzung: „The future council. New forms of democratic participation“. in: Eurozine.[47]